# Nickolas Bovenschen
Nickolas Felix „Bove“ Bovenschen (* 16. November 1984 in Willich) ist ein ehemaliger deutscher Eishockeyspieler.

## Karriere
Er begann seine Karriere als Juniorenspieler beim Mannheimer ERC.
Mitte 2002 startete er beim KEV Hannover in der Oberliga. In den folgenden beiden Spielzeiten war er beim SC Mittelrhein-Neuwied und ESV Bayreuth aktiv, beide in der Oberliga.
Während der Saison 2005/06 spielte Bovenschen für die Moskitos Essen in der 2. Bundesliga.
Ab 2008 ging er für die Rostock Piranhas in der Oberliga Nord aufs Eis, anschließend für die Mighty Dogs Schweinfurt in der vierten deutschen Liga. In der Saison 2009/10 absolvierte Bovenschen 20 Spiele für die Füchse Duisburg in der Regionalliga und blieb dem Club bis 2011 treu. Anschließend kam er beim Kölner EC II in der fünften deutschen Liga zum Einsatz. Weitere Stationen waren der Krefelder EV 1981 II und die Hannover Scorpions (Oberliga), ehe er zur Saison 2015/16 zu den Hannover Indians wechselte. Dort konnte er sich als zuverlässiger Spieler beweisen und wurde zum Publikumsliebling. In der Saison 2016/17 wechselte er kurz zu den ESC Wohnbau Moskitos Essen. Nach nur zehn Spielen kehrte er jedoch zu den Hannover Indians zurück.
Die folgenden Saisons spielte er weiter für die Indians und konnte sich dort als zuverlässiger Verteidiger einen festen Platz im Kader sichern. Die Saison 2019/20 war dabei seine beste Saison bei den Hannover Indians, als er in 39 Spielen 7 Punkte erzielte. Bovenschen hat in seiner Karriere bei den Hannover Indians insgesamt 163 Spiele absolviert und 22 Punkte erzielt. Er beendete seine aktive Karriere nach der Saison 2021/2022. Seit 2022 spielt er hobbymäßig im Charity Team Hannover, das aus dem Event Musik trifft Eishockey entstanden ist.